# اندرأب (أبرشيوة)
اندرأب (بالفارسية: اندرآب) هي قرية تقع في إيران في قسم أبرشيوة الريفي.